# Предиктивное обслуживание

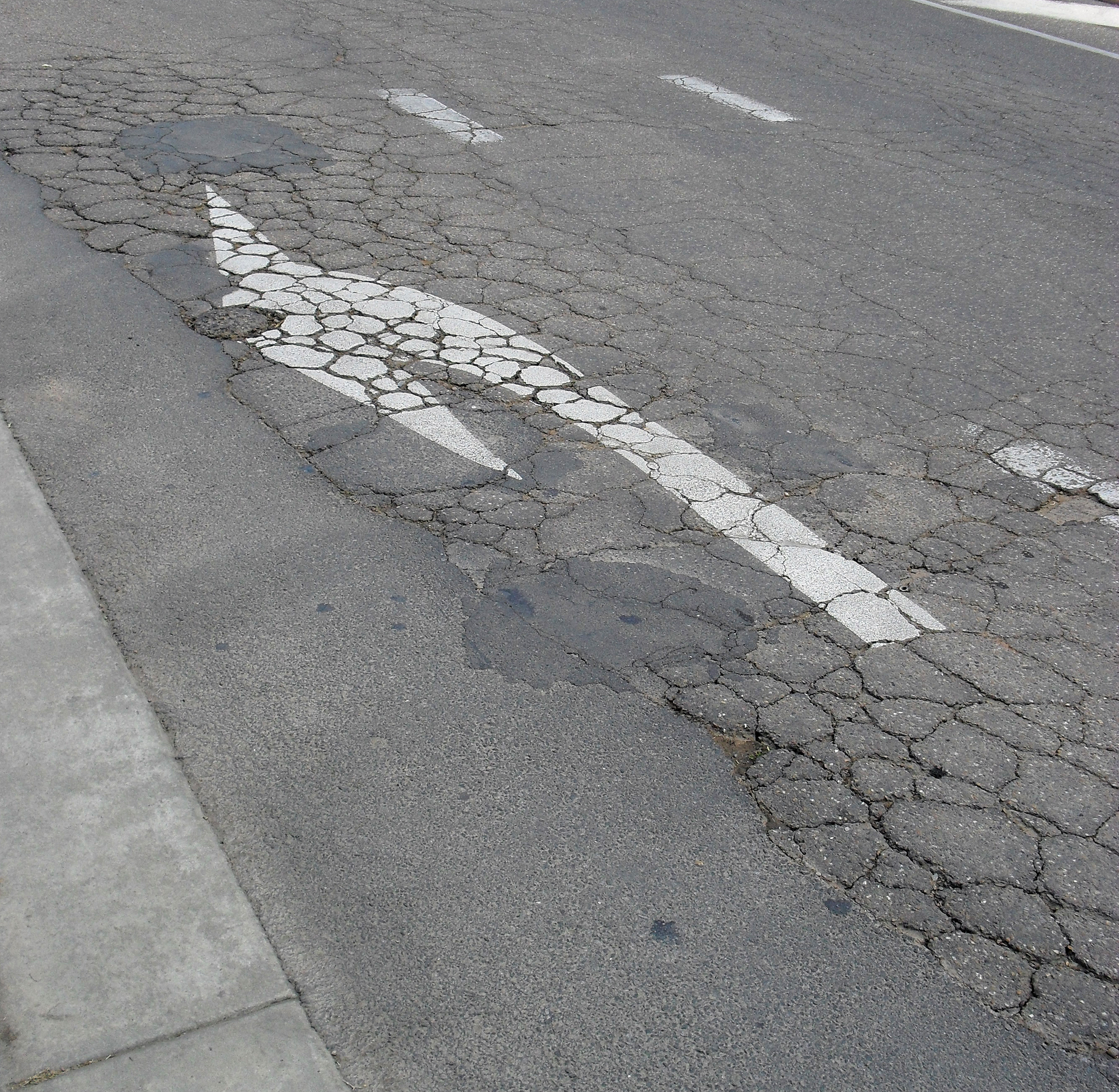
Для профилактического ремонта дорог анализируется характер и степень износа асфальта. См. подробнее в статье Индекс состояния дорожного покрытия.

Предиктивное техническое обслуживание (англ. Predictive maintenance) — комплексный подход, позволяющий определить состояние находящегося в эксплуатации оборудования и оценить, когда следует провести техническое обслуживание. Этот подход обещает экономию средств по сравнению с плановым или плановым профилактическим обслуживанием, так как предусматривает выполнение только тех обоснованных задач и в такой момент, когда это оправдано. Таким образом, это техническое обслуживание по состоянию, проводимое в соответствии с оценками уровня деградации объекта .
Основное преимущество такого подхода — более удобное планирование корректирующего обслуживания оборудования и возможность предотвратить неожиданные сбои. Ключевой момент — «правильная информация о сроке службы оборудования, повышенная безопасность предприятия, меньшее количество аварий с негативным воздействием на окружающую среду и оптимизированное обращение с запасными частями».
Предиктивное обслуживание отличается от профилактического тем, что для предсказания, когда потребуется обслуживание, опирается на фактическое состояние оборудования, а не на средние или ожидаемые статистические данные о сроке службы. Обычно для определения фактического состояния системы и прогнозирования ее будущих состояний применяются подходы машинного обучения.
Среди основных компонентов предиктивного обслуживания выделяют сбор и предварительную обработку данных, обнаружение неисправностей (в т.ч. раннее), прогнозирование среднего времени до отказа, планирование технического обслуживания и оптимизация ресурсов. Предиктивное обслуживание считается также одной из составляющих повышения производительности и одним из способов достижения в производстве принципа «точно в срок».

## Обзор
Предиктивное обслуживание оценивает состояние оборудования путем периодического (автономного) или непрерывного (онлайн) мониторинга состояния оборудования. Конечная цель подхода — выполнять техническое обслуживание в такой запланированный момент времени, когда деятельность по техническому обслуживанию наиболее рентабельна, но до того, как производительность оборудование упадёт ниже определённого порогового значения. Это приводит к снижению затрат на незапланированные простои из-за сбоев, которые могут исчисляться сотнями тысяч в день в зависимости от отрасли. В производстве энергии, помимо потери доходов и затрат на компоненты, могут взиматься штрафы за непоставку, что еще больше увеличивает затраты. В этом отличие от календарного (или регламентного) технического обслуживания (Time-Based Maintenance), основанного на времени и/или количестве операций, при котором обслуживание части оборудования производится независимо от того, нужно оно ему или нет. Календарное техническое обслуживание считается трудоемким, недостаточно эффективным для выявления проблем, возникающих между плановыми проверками, и, следовательно, нерентабельным.
«Прогностический» компонент предиктивного обслуживания вытекает из цели прогнозирования будущей тенденции изменения состояния оборудования. Для определения моментов, когда будет целесообразным провести мероприятия по техническому обслуживанию, используются принципы статистического управления процессами.
Большинство профилактических проверок проводится во время эксплуатации оборудования, что сводит к минимуму нарушения нормальной работы системы. При внедрении предиктивного обслуживания можно достичь существенной экономии средств и повышения надёжности системы.
Методика технического обслуживания на основе оценки надёжности и безопасности  уделяет особое внимание использованию методов предиктивного обслуживания в дополнение к традиционным профилактическим мерам. При правильном внедрении этот подход предоставляет компаниям инструмент для достижения минимальной чистой текущей стоимости активов при заданном уровне производительности и риска.
Одной из целей является передача данных в компьютеризированную систему управления техническим обслуживанием, чтобы сведения о состоянии оборудования отправлялись на нужный объект оборудования для запуска планирования технического обслуживания, выполнения рабочих заданий и составления отчетов. Если эта цель не достигнута, ценность всего решения будет ограниченной, по крайней мере, при внедрении на предприятиях среднего и крупного размера с десятками тысяч единиц оборудования. В 2010 году горнодобывающая компания Boliden внедрила комбинированную систему распределённого управления и решение по предиктивному обслуживанию, интегрированное с компьютеризированной системой управления техническим обслуживанием предприятия на уровне объектов, передавая данные оборудования с использованием таких протоколов, как Highway Addressable Remote Transducer Protocol, IEC61850 и OLE для управления технологическими процессами.

## Технологии
В рамках концепции предиктивного обслуживания для оценки состояния оборудования применяются такие технологии неразрушающего контроля, как инфракрасный, акустический (частичный разряд и воздушный ультразвук), обнаружение коронного разряда, анализ вибрации, измерения уровня звука, анализ масла и другие специальные онлайн-тесты. Новый подход в этой области состоит в том, что для запуска технического обслуживания оборудования используются измерения на реальном оборудовании в сочетании с измерениями производительности процесса, снимаемыми другими устройствами. В первую очередь это доступно в системах совместной автоматизации процессов (CPAS). Измерения на месте часто поддерживаются беспроводными сенсорными сетями, позволяющими снизить стоимость проводки.
Анализ вибрации наиболее эффективен на высокоскоростном вращающемся оборудовании и может быть самым дорогим компонентом программы с точки зрения запуска и исполнения. Правильно выполненный анализ вибрации позволяет оценить состояние оборудования и избежать сбоев. Последнее поколение анализаторов вибрации включает больше возможностей и автоматизированных функций, чем его предшественники. Многие устройства отображают полный спектр вибрации одновременно по трём осям, обеспечивая моментальное представление того, что происходит с конкретным агрегатом. Но, несмотря на такие возможности, даже самое сложное оборудование не может успешно предсказать возникновение проблем, если оператор не понимает и не применяет основы анализа вибрации.
В определённых ситуациях промышленному применению датчиков вибрации могут препятствовать сильные фоновые шумовые помехи от нескольких конкурирующих источников, маскирующие интересующий сигнал. В таких случаях неинтрузивной альтернативой измерению вибрации, которая может отслеживать неисправности как электрических, так и механических систем, является анализ характеристик тока двигателя (MCSA).
В качестве базового неразрушающего метода контроля выступает дистанционный визуальный контроль, который обеспечивает экономичную первичную оценку. По внешнему виду — например, по складкам, разрывам, трещинам и следам коррозии — можно сделать важные заключения о состоянии детали и параметрах её эксплуатации. Дистанционный визуальный осмотр должен проводиться в хороших условиях при достаточном освещении (не менее 350 люкс). Когда часть подлежащей контролю детали напрямую недоступна, используется инструмент из зеркал и линз, называемый эндоскопом. Внешние неровности могут указывать на более серьезные внутренние дефекты.
Акустический анализ может проводиться на звуковом или ультразвуковом уровне. Новые ультразвуковые методы мониторинга состояния позволяют «услышать» трение и напряжение во вращающихся механизмах, что позволяет предсказать ухудшение состояния раньше, чем это делают традиционные методы. Ультразвуковая технология чувствительна к высокочастотным звукам, неслышимым для человеческого уха, и отличает их от низкочастотных звуков и механической вибрации. Волны трения и напряжения машины издают характерные звуки в верхнем ультразвуковом диапазоне. Изменения в этих волнах трения и напряжения могут рассказать об ухудшении условий раньше, чем вибрация или анализ масла. Прямая связь между активом и условиями эксплуатации позволяет, при правильной организации ультразвуковых измерений и  их анализа, отличить нормальный износ от ненормального износа, физического повреждения, дисбаланса и проблем со смазкой .
Хоть оборудование звукового мониторинга и дешевле, но диапазон его применения более узкий, чем у ультразвуковых технологий. Звуковая технология полезна только для механического оборудования, в то время как ультразвуковое оборудование может обнаруживать электрические проблемы и является более гибким и надежным при обнаружении механических проблем.
Эффективно выявлять как механические, так и электрические неисправности в самом широком спектре применения (от высокоскоростного до низкоскоростного оборудования) позволяет инфракрасный мониторинг и анализ. Некоторые считают, что это наиболее экономически эффективная технология. Анализ масла — это долгосрочная программа, которая, при необходимости, может в конечном итоге быть более прогностической, чем любая другая технология. Могут потребоваться годы, чтобы такая программа в рамках завода достигла нужного уровня сложности и эффективности. Аналитические методы, выполняемые на пробах масла, можно разделить на две категории: анализ отработанного масла и анализ частиц износа. Анализ отработанного масла определяет состояние самой смазки, качество смазочного материала, а также проверяет пригодность смазки для дальнейшего использования. Анализ частиц износа определяет механическое состояние смазываемых компонентов машины. С помощью анализа частиц износа можно определить состав присутствующего твёрдого материала и оценить тип частиц, размер, концентрацию, распределение и морфологию.
Со временем растёт популярность применения мониторинга состояния на основе моделей для программ предиктивного обслуживания. Это метод диагностики различных электрических и механических аномалий, который включает спектральный анализ сигналов тока и напряжения двигателя, а затем сравнение измеренных параметров с известной и изученной моделью двигателя. Такой процесс мониторинга состояния «на основе модели» изначально был разработан и использовался на космическом корабле НАСА для мониторинга и обнаружения развивающихся неисправностей в главном двигателе космического корабля. Это позволяет автоматизировать задачи сбора и анализа данных, обеспечивая круглосуточный мониторинг состояния и предупреждение о неисправностях по мере их развития. Другие методы предиктивного обслуживания связаны со стратегиями интеллектуального тестирования.

## Приложения (по отраслям)

### Железнодорожный транспорт
- Обнаружение предупреждающих знаков до того, как они приведут к простою линейных, стационарных и мобильных активов[14].
- Повышение безопасности и обнаружение пустот на путях благодаря новой системе мониторинга из кабины транспортного средства.
- Также позволяет определить тип путевого объекта, под которым находится пустота, и указать серьёзность пустоты.
- Мониторинг состояния стрелочных машин (устройств, используемых для управления железнодорожными стрелками) может помочь обнаружить ранние симптомы деградации до выхода из строя.

### Производство
- Раннее обнаружение и диагностика неисправностей в обрабатывающей промышленности[5].
- Производители все чаще собирают большие данные с датчиков Интернета вещей (IoT) на своих заводах и в продуктах и используют различные алгоритмы для сбора данных, чтобы обнаружить предупреждающие признаки дорогостоящих сбоев еще до того, как они произойдут[15][16].

### Нефть и газ
- Нефтяным и газовым компаниям часто не хватает информации о состоянии своего оборудования, особенно в отдаленных морских и глубоководных местах[17].
- Большие данные могут дать нефтегазовым компаниям ценную информацию, позволяя анализировать и прогнозировать отказы оборудования и оптимальный срок службы системы и компонентов[17].